# Generalleutnant (III Rzesza)

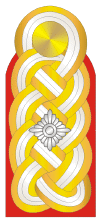
Naramiennik (pagon) Generalleutnanta Heer

Generalleutnant w niemieckiej III Rzeszy („generał porucznik”) – drugi stopień generalski sił lądowych (Heer) i powietrznych (Luftwaffe) Wehrmachtu funkcjonujący w latach 1936–1945. W Kriegsmarine jego odpowiednikiem był Vizeadmiral, w formacjach SS SS-Gruppenführer i Generalleutnant der Waffen-SS. W wojsku polskim odpowiada mu generał dywizji.
W służbach pomocniczych Wehrmachtu, takich jak medyczna, weterynaryjna i prawna, istniały odpowiedniki stopnia Generalleutnanta. Były nimi stopnie: Generalstabsarzt, Generalstabsveterinär i Generalstabsrichter.
Pagon prezentowany obok (podkładka czerwona) należał do generałów sił lądowych.